# Castianeira mestrali
Castianeira mestrali là một loài nhện trong họ Corinnidae.
Loài này thuộc chi Castianeira. Castianeira mestrali được Roger de Lessert miêu tả năm 1921.